# Phenylacetylen
Phenylacetylen ist das einfachste aromatische Alkin. Es ist eine farblose, viskose Flüssigkeit mit einem Flammpunkt von 27 °C. In der Forschung wird es manchmal als Analogon zu Acetylen verwendet, als Flüssigkeit ist es leichter zu handhaben als gasförmiges Acetylen.

## Herstellung
Im Labor kann Phenylacetylen durch Eliminierung von Bromwasserstoff aus 1,2-Dibromphenylethan (auch fälschlicherweise als Styroldibromid bezeichnet) mit Natriumamid in flüssigem Ammoniak erhalten werden:
Es kann auch durch Eliminierung von Bromwasserstoff aus 1- oder 2-Bromphenylethen (als Trivialnamen 1- oder 2-Bromstyrol) mit geschmolzenen Kaliumhydroxid hergestellt werden.

## Eigenschaften
Wie Acetylen reagiert auch seine Ethinylgruppe (–C≡C–H) gegenüber sehr starken Basen (wie z. B. NaNH2) als Säure und zeigt andere, für Alkine typische Reaktionen, wie elektrophile Additionen, Hydrierung oder Polymerisationen. Die Verbindung ist thermisch instabil. In einer DSC-Messung wird oberhalb von 115 °C eine stark exotherme Zersetzung mit einer Zersetzungswärme von −1921 kJ·kg−1 bzw. −196 kJ·mol−1 beobachtet. Phenylacetylen bildet mit Luft leicht entzündliche Gemische. Der Flammpunkt liegt bei 27 °C.

## Reaktionen
- Phenylacetylen kann durch Wasserstoff über dem Lindlar-Katalysator zu Styrol reduziert (hydriert) werden. Die vollständige Hydrierung der Dreifachbindung führt zum Ethylbenzol. Die Reaktion verläuft mit einer Reaktionsenthalpie von −176,6 kJ·mol−1 exotherm.[7][8]
- Es trimerisiert unter Metallkatalyse zu 1,2,4- (97 %) und 1,3,5-Triphenylbenzol (3 %):[9]

- Es addiert unter Katalyse von Natriumtetrachloroaurat Wasser. Das zunächst entstehende Enol tautomerisiert spontan zu Acetophenon:

Diese Reaktion hat jedoch keine praktische Bedeutung, da Acetophenon durch eine einfache Friedel-Crafts-Acylierung von Benzol mit Acetylchlorid und Lewis-Säuren herstellbar ist.